# Bitoriano Gandiaga
Bitoriano Gandiaga (Mendata, Biscaia, 1928 - Arantzazu, Guipúscoa, 2001) va ser un escriptor en èuscar.

## Poesia
- Elorri (1962)
- Hiru gizon bakarka(1974)
- Uda batez Madrilen1977,
- Denbora galdu alde1985,
- Gabon dut Anuntzio 1986,
- Ahotsik behartu gabe1997
- Bizitza itxaropen delako2001,
- XX. mendeko poesia kaierak - 2001,
- Adio 2004,
- Poema argitaragabeak2005.